# Miroslav Obermajer
Miroslav Obermajer (* 5. října 1973) je bývalý český fotbalista, obránce.

## Fotbalová kariéra
V české lize hrál za Bohemians Praha, SK Dynamo České Budějovice a FK Bohemians Praha. Nastoupil celkem v 99 utkáních a dal 2 góly. Ve druhé lize hrál za Bohemians Praha, SK Chrudim a FK Bohemians Praha, nastoupil ve 127 utkáních a dal 14 gólů. Vysoký důrazný střední obránce, dobrý hlavičkář schopný hrát stopera i předstopera, slabší ve hře na zemi, chybující v rozehrávce.

## Ligová bilance
| Ročník                          | Zápasy | Góly | Klub                       |
| ------------------------------- | ------ | ---- | -------------------------- |
| 1. česká fotbalová liga 1993/94 | 7      | 0    | Bohemians Praha            |
| Gambrinus liga 1999/00          | 5      | 0    | Bohemians Praha            |
| Gambrinus liga 2000/01          | 9      | 0    | Bohemians Praha            |
| Gambrinus liga 2001/02          | 19     | 0    | Bohemians Praha            |
| Gambrinus liga 2002/03          | 26     | 2    | Bohemians Praha            |
| Gambrinus liga 2004/05          | 9      | 0    | SK Dynamo České Budějovice |
| Gambrinus liga 2008/09          | 13     | 0    | FK Bohemians Praha         |
| Gambrinus liga 2009/10          |        | 0    | FK Bohemians Praha         |
| CELKEM                          | 99     | 2    |                            |